# Tineke Fopma
Tineke "Trijntje" Fopma (Húns, Littenseradiel, 21 de juliol de 1953) va una ciclista neerlandesa. Del seu palmarès destaca el Campionat del Món en ruta de 1975.

## Palmarès en ruta
- 1975
  -  Campiona del món en ruta
- 1979
  -  Campiona dels Països Baixos en ruta